# 오모리정 (도쿄부)
오모리정(大森町)은 도쿄부 에바라군에 일찍이 존재했던 정이다. 현재의 도쿄도 오타구 오모리마치역 인근에 해당한다.

## 역사
- 1889년 5월 1일 - 정촌제 시행에 수반해 오모리촌이 단독으로 촌제를 시행하였다.
- 1897년 7월 20일 - 오모리촌이 정으로 승격해 오모리정이 되었다.
- 1932년 10월 1일 -에바라군 전체가 도쿄시에 편입되어, 오모리정의 구역은 오모리구가 되었다.
- 1947년 3월 15일 - 오모리구가 간다구와 합병해, 오타구가 신설되었다.

## 교통

### 철도
- 국철 (→ JR동일본)
  - 도카이도 본선 (게이힌 도호쿠선)
- 게이힌 전기 철도 (현 게이힌 급행 전철)
  - 게이큐 본선

### 도로
- 국도 제15호선

## 인구
- 1920년　19,501
- 1925년　32,014
- 1930년　46,062

## 참고문헌
- 人事興信所編『人事興信録 第7版』人事興信所、1925年。
- 東京市臨時市域拡張部『荏原郡大森町現状調査』1931年11月。
- 小林編纂部 實測 『東京府荏原郡入新井町大森町全圖番地界入』1930年7月。